# Сфера (арена)
Сфера (англ. Sphere) — музыкальная и развлекательная арена в Парадайсе, штат Невада (США). Находится к востоку от Лас-Вегас-Стрип.

## История
Проект был анонсирован в феврале 2018 года. Основатели — Madison Square Garden Company (MSG) и Las Vegas Sands. Начало строительства было запланировано на конец 2018 года, а открытие площадки — на конец 2020 года. «Сфера» находится недалеко от курорта Венецианский Лас-Вегас, открытого Las Vegas Sands. Компания Apollo Global Management приобрела Венецианский Лас-Вегас в 2022 году и стала новым партнёром MSG по проекту, заменив Las Vegas Sands. В рамках продажи земля под «Сферой» была куплена Vici Properties.
Проект был разработан компанией Populous. Первоначально стоимость проекта оценивалась в сумму от 1,2 до 1,7 млрд. $. Открытие было перенесено на 2021 год. Стоимость продолжала расти. В конечном итоге она составила 2,3 млрд. $. На такой высокий рост повлияли кризис глобальной цепочки поставок и всплеск инфляции. Таким образом, «Сфера» стала самым дорогим развлекательным заведением в истории Лас-Вегаса, обойдя стадион Allegiant Stadium (1,9 млрд. $). Открытие было перенесено на 2023 год.

### Строительство
Церемония закладки первого камня состоялась 27 сентября 2018 года. На ней присутствовали, среди прочих, основатель Las Vegas Sands Шелдон Адельсон и губернатор Невады Брайан Сэндовал. В феврале 2019 года на объекте начала работать компания AECOM. В июне 2019 года AECOM была назначена генеральным подрядчиком. 31 марта 2020 года MSG объявила, что строительство будет приостановлено из-за пандемии COVID-19. В августе 2020 года компания MSG Entertainment объявила о возобновлении строительства. В декабре 2020 года MSG взяла на себя функции генерального подрядчика, хотя AECOM продолжала оказывать поддержку. Купол арены был завершён 18 июня 2021 года. В августе 2021 года началась работа над интерьером «Сферы». Крыша арены была завершена в октябре 2021 года. 24 мая 2022 года была завершена стальная экзосфера.

### Открытие
«Сфера» была открыта 29 сентября 2023 года, концертом ирландской рок-группы U2. 6 октября 2023 года на арене был представлен первый полнометражный фильм компании — «Открытка с Земли» Даррена Аронофски.

## Характеристика

### Структура
Размер «Сферы» составляет 112 метров в высоту и 157 метров в ширину. Это самое большое сферическое здание в мире, площадью 81 300 квадратных метра. Вместимость — 18 600 человек. Может вместить до 20 000 человек стоя. «Сфера» имеет девять уровней, включая подвал, где расположен VIP-клуб. Всего включено 23 люкса на третьем и пятом этажах.

### Видеоэкраны
Арена оборудована светодиодным экраном площадью 15 000 квадратных метра, который огибает интерьер. Он был разработан и изготовлен канадской компанией SACO Technologies. Разрешение экрана составляет 16 000 × 16 000, что является самым высоким разрешением среди светодиодных экранов в мире. В экзосфере здания установлен светодиодный дисплей площадью 54 000 квадратных метра, также разработанный компанией SACO Technologies. Внутренние и внешние дисплеи арены работают на базе 150 графических процессоров RTX A6000 от Nvidia, каждый из которых имеет более 10 752 ядер и 48 гигабайт памяти. Медиа передаётся из внешних источников через процессоры данных Nvidia BlueField и контроллеры сетевого интерфейса ConnectX-6 DX с использованием программного обеспечения потоковой передачи мультимедиа Rivermax от Nvidia.

### Звуковая система
Звуковая система обладает возможностями пространственного звука. Основана на матрице динамиков X1 компании Holoplot. Звуковая система состоит из 1586 стационарно установленных динамиков и 300 мобильных модулей. В общей сложности звуковая система состоит из 167 000 динамиков, усилителей и каналов обработки. Динамики Holoplot X1 могут в цифровом виде направлять звук в определённые точки аудитории и обеспечивать равномерную громкость для каждого места в зале, даже на большом расстоянии. В «Сфере» система обеспечивает звуковое покрытие на расстоянии 110 метров. Место в «Сфере», где будет построена традиционная театральная авансцена, оснащено самой большой в мире решёткой громкоговорителей.

### 4D эффекты
«Сфера» содержит 4D-функции, включая запах и ветер, а также тактильные технологии на 10 000 мест в зале.

### Транспорт
На территории имеется 304 парковочных места, а дополнительные места будут доступны в парковочных гаражах близлежащих зданий — Венецианский Лас-Вегас, Палаццо и Сэндс-экспо.

## События

### Концерты
| Дата                              | Исполнитель    | Событие/тур                                  | Количество шоу |
| --------------------------------- | -------------- | -------------------------------------------- | -------------- |
| 29 сентября 2023 — 2 марта 2024   | U2             | U2:UV Achtung Baby Live at Sphere            | 40             |
| 18-21 апреля 2024                 | Phish          | Phish Live at Sphere                         | 4              |
| 16 мая — 10 августа 2024          | Dead & Company | Dead Forever: Live at Sphere                 | 30             |
| 20 сентября 2024 — 25 января 2025 | Eagles         | Eagles: Live in Concert at Sphere            | 20             |
| 27 декабря 2024 — 1 января 2025   | Anyma          | Afterlife presents Anyma: The End of Genesys | 6              |

### Другие шоу
Фильм «Открытка с Земли» Даррена Аронофски, вышедший 6 октября 2023 года.
V-U2 An Immersive Concert Film — документальный фильм о концерте группы U2 в «Сфере». Выход запланирован на 5 сентября 2024 года. Режиссёры — Морли Стейнберг и Эдж.

### Формула-1
«Сфера» является частью трассы Лас-Вегас.

### События 2024 года
- 28-29 июня. Драфт НХЛ 2024[61].
- 14 сентября. UFC 306[62].

## Другие локации
MSG заявляла, что намерена построить другие объекты по всему миру. Аналогичную сферу планировалось построить в Лондоне, Великобритания. Однако, в ноябре 2023 года мэр Лондона Садик Хан отклонил разрешение на строительство компании Sphere из-за опасений по поводу потенциального светового загрязнения.
В декабре 2023 года MSG вела переговоры о строительстве объектов в Южной Корее, Саудовской Аравии и ОАЭ.